# Montecorice
Montecorice är en ort och kommun i provinsen Salerno i regionen Kampanien i Italien. Kommunen hade 2 681 invånare (2017).